# Hestimoides trigeminatus
Hestimoides trigeminatus là một loài bọ cánh cứng trong họ Cerambycidae.